# Teateråret 1859

## Årets uppsättningar

### September
- 11 september - Hedvig Ehrenstams pjäs Ett äfventyr i Humlegården under Carl Israel Hallmans tid har urpremiär på Humlegårdsteatern i Stockholm [1].

### Oktober
- 16 oktober - Zacharias Topelius pjäs David och Goliath har Sverigepremiär på teatern i Davidsons paviljonger[2].

### November
- 7 november - Zacharias Topelius pjäs Rinaldo Rinaldino eller Röfvarbandet har Sverigepremiär på Teatern i Davidsons Paviljong [3].

## Födda
- 21 januari - Fanny Strömberg, svensk skådespelare och teaterdirektör.
- 23 januari - Martinius Nielsen (död 1928), dansk skådespelare och regissör.
- 7 februari - Emma Nevada (död 1940), amerikansk sopran.
- 20 mars - Nils Victor Lundberg, svensk skådespelare.
- 22 april - Paul Dresser (död 1906), amerikansk kompositör, textförfattare, skådespelare, pjäsförfattare och musikförläggare.
- 24 maj - Frans Enwall, svensk skådespelare.
- 27 juni - Alma Bodén (död 1947), svensk operasångare och skådespelerska.
- 2 juli - Hjalmar Selander (död 1928), svensk skådespelare, regissör och teaterdirektör.
- 16 juli - Sie Christiernsson (död 1923), svensk skådespelerska.
- 24 september - Gerda Ström (död 1938), svensk skådespelare.
- 15 november - Bjørn Bjørnson (död 1942), norsk skådespelare, manusförfattare och teaterchef.

## Avlidna
- 18 juni - Sara Torsslow, 64, svensk skådespelerska.

### Fotnoter
1. ↑  ”Dramawebben”. Arkiverad från originalet den 22 februari 2012. https://web.archive.org/web/20120222165909/http://www.dramawebben.se/pjas/ett-afventyr-i-humlegarden-under-carl-israel-hallmans-tid. Läst 23 mars 2011.
2. ↑  ”Dramawebben”. Arkiverad från originalet den 14 februari 2012. https://web.archive.org/web/20120214082501/http://www.dramawebben.se/pjas/david-och-goliath. Läst 23 mars 2011.
3. ↑  ”Dramawebben”. Arkiverad från originalet den 22 februari 2012. https://web.archive.org/web/20120222135507/http://www.dramawebben.se/pjas/rinaldo-rinaldino-eller-rofvarbandet. Läst 23 mars 2011.